# Еталон змішаного смерекового насадження (Бистрицьке лісництво)
Еталон змішаного смерекового насадження — ботанічна пам'ятка природи місцевого значення. Об'єкт розташований на території Надвірнянського району Івано-Франківської області, Бистрицьке лісництво, квартал 75, виділ 11.
Площа — 4,5000 га, статус отриманий у 1993 році.